# Ионычевка
Ионычевка — село в Петровском районе Саратовской области, входит в состав сельского поселения Грачёвское муниципальное образование.

## География
Находится на расстоянии примерно 5 километров по прямой на северо-запад от северной границы районного центра города Петровск. 

## История
Официальная дата основания 1833 год. В канун отмены крепостного права на хуторе в 35 домохозяйствах проживали  232 жителя. В 1910 году на хуторе было 86 дворов и 520 жителей. 

## Население
Постоянное население составило 181 человек (русские 92%) в 2002 году, 165 в 2010.